# 1880 год в театре
1880 год в театре

## Персоналии

### Родились
- 26 января — Йозеф Бергауэр, австрийский актёр, певец.
- 24 февраля — Николай Осипович Массалитинов, театральный деятель, актёр, режиссёр, педагог.
- 9 (21) марта 1880 года — Юлия Николаевна Седова, русская артистка балета, в основном Мариинского театра, организатор гастролей, педагог-хореограф.
- 8 апреля — Амо Гевондович Харазян, советский армянский театральный деятель, режиссёр, актёр. Народный артист Армянской ССР (1933).
- 5 мая (23 апреля) — Михаил Михайлович Фокин, русский солист балета, русский и американский хореограф, считающийся основателем современного классического романтического балета.
- 15 июня — Сергей Иванович Антимонов, российский и советский актёр театра и кино, драматург.
- 27 июля (8) августа 1880 — Любовь Николаевна Егорова, русская балерина и педагог, оказавшая значительное влияние на французскую балетную школу XX века.
- 2 августа – Беллари Рагхава – индийский театральный деятель, актёр театра и кино, драматург
- 31 августа — Шебуева-Лебедева, Елизавета Павловна, российская драматическая актриса.
- 20 ноября — Михаил Михайлович Климов, советский актёр театра и кино, народный артист СССР.
- 9 декабря — Михаил Михайлович Мордкин, русский солист балета, балетмейстер, балетный педагог.

### Скончались
- 2 августа — Хуан Эухенио Артсенбуч — испанский драматург и критик.